# قلعه‌نو شمس‌آباد
قلعه‌نو شمس‌آباد ، روستایی از توابع بخش مرکزی شهرستان دزفول در استان خوزستان ایران است.

## جمعیت
این روستا  در بخش مرکزی شهرستان دزفول  قرار دارد و براساس سرشماری مرکز آمار ایران در سال ۱۳۹۶، جمعیت آن ۱۲۰۰ نفر (۲۴۰خانوار) بوده‌است. 

## مردم
شغل نمیمی از مردم این روستا کشاورزی و نیم دیگر ازاد  می‌باشند, قومیت انها از دودسته لربختیاری و لرلرستانی  میباشند.